# FM-трансмітер

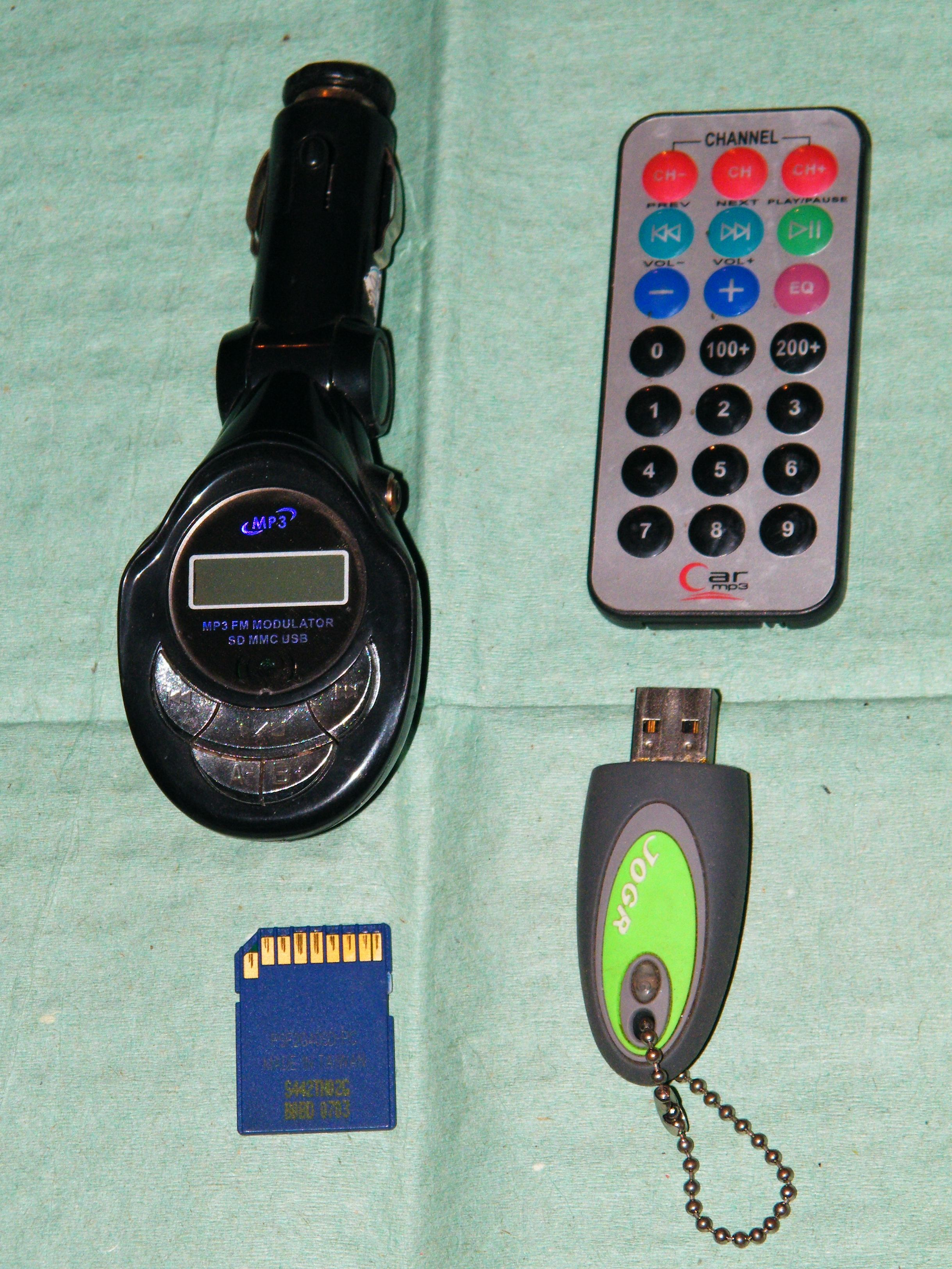
Автомобільний FM — трансмітер, пульт дистанційного керування, карта пам'яті SD, USB-флеш-накопичувач.

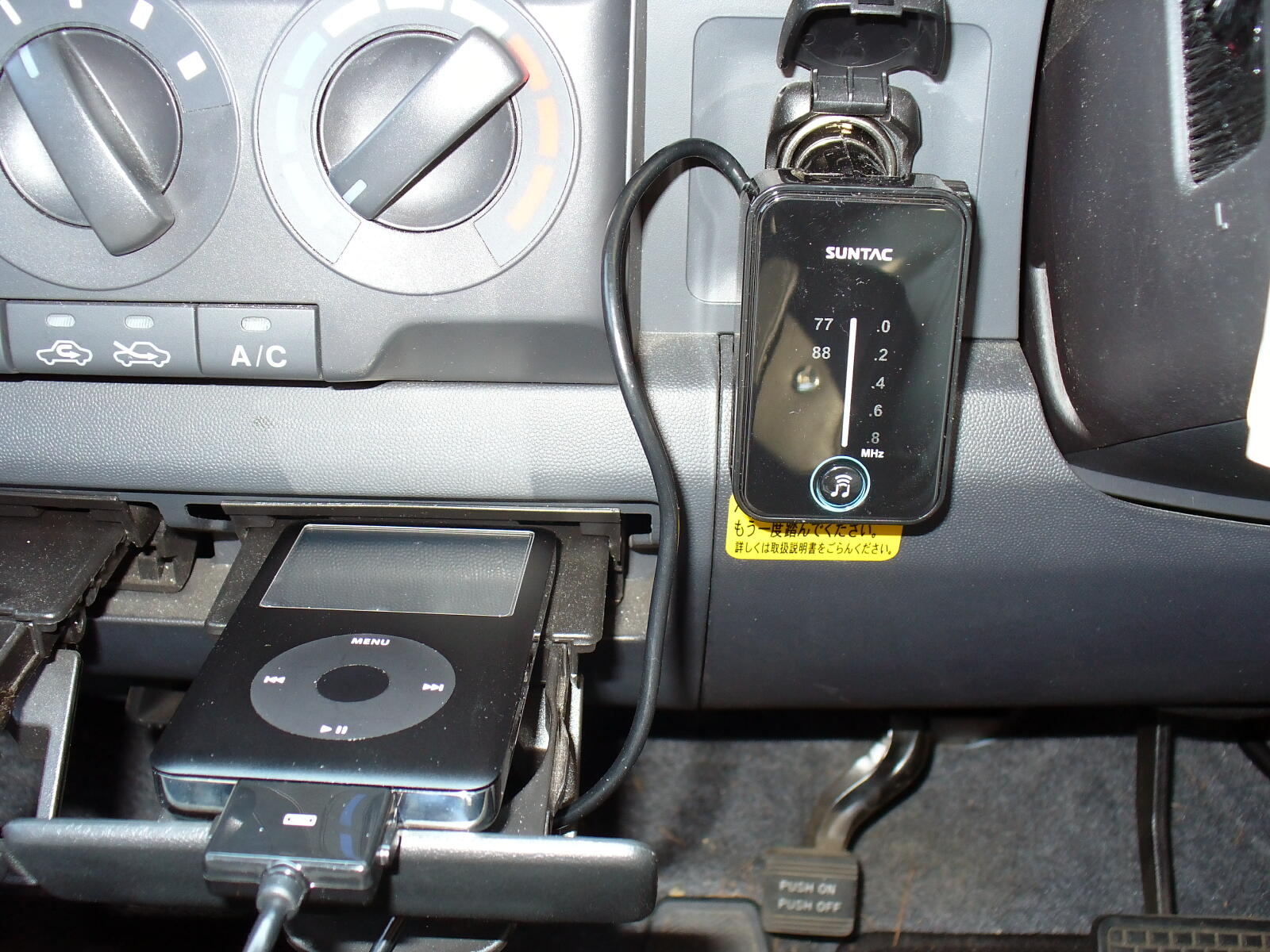
У гніздо прикурювача вставлений автомобільний FM- трансмітер, а до нього підключений iPod

FM-трансмітер (FM-модулятор) —  радіоелектронний  пристрій, призначений для відтворення аудіофайлів, записаних на флеш-пам'ять з подальшим прослуховуванням за допомогою FM-радіоприймача.
Застосовується переважно в  автомобілях в яких аудіопрогравач не обладний пристроєм для читання з цифрових носіїв (наприклад застарілі касетні магнітофони).

## Опис і принцип роботи
Автомобільний FM-трансмітер виконаний у вигляді компактного пристрою, що підключається в розетку автомобільного прикурювача (зазвичай там напруга 12 Вольт).
У корпус FM-трансмітера вставляється USB флеш-накопичувач, та/або карта пам'яті SD (MicroSD), MMC (або інші, визначається конструкцією FM-трансмітера), деякі моделі дозволяють підключати будь-яке джерело звуку — mp3-плеєр, мобільний телефон, ноутбук, тощо.
FM-трансмітер зчитує зміст  файлової системи флеш-накопичувача, шукаючи аудіофайли. Потім відбувається перетворення цифрового звуку на електромагнітні коливання, модульовані аудіосигналом. Вбудований в FM-трансмітер малопотужний радіопередавач випромінює в ефір радіохвилі, що несуть модульовані аудіосигнали.
FM-радіоприймач, що знаходиться в автомобілі (або інший радіоприймач, розташований поблизу), приймає ці  радіосигнали , може відтворювати передані дані.
FM-трансмітер дозволяє вибирати файл для відтворення, задавати послідовність відтворення файлів, регулювати гучність відтворення (точніше, на модуляторі задається рівень потужності випромінюваного радіосигналу, власне гучність можна відрегулювати і в радіоприймачі). РК-дисплей FM-трансмітера дозволяє прочитати ім'я файлу, а також іншу інформацію. Керують роботою кнопками, розташованими на його корпусі, FM-модулятор, як правило, оснащений пультом дистанційного керування.
FM-трансмітер повинен бути налаштований на який-небудь вільний від ефірного мовлення радіоканал FM-діапазону. На цей же канал має бути налаштований автомобільний радіоприймач.